# Souk el-Bechmak

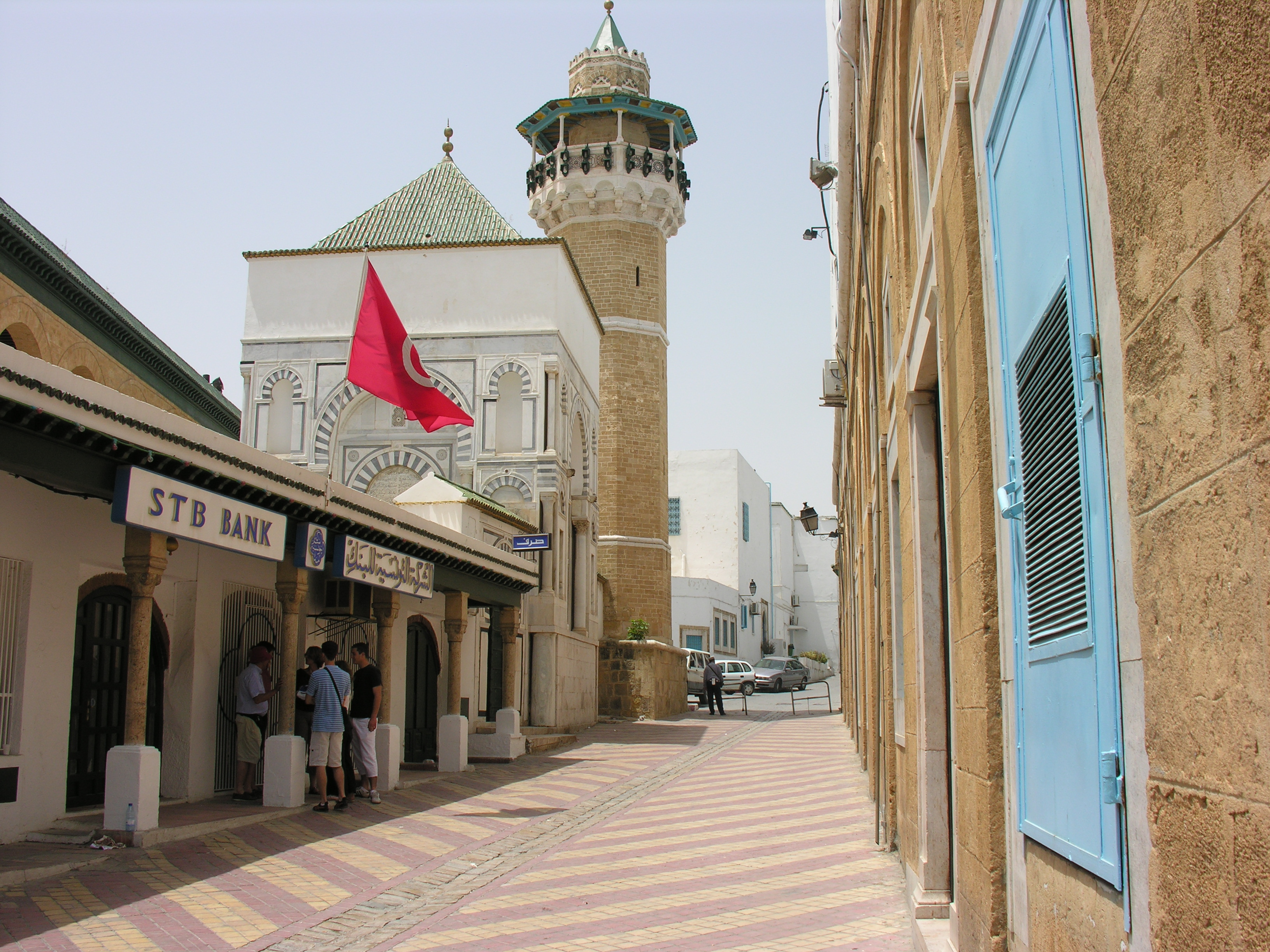
De huidige locatie waar ooit de Souk el-Bechmak zich bevond

De Souk el-Bechmak (Arabisch: سوق البشامقية) is een voormalige soek in de medina van Tunis. In deze soek werden bechmak (Turkse pantoffels) verhandeld. De soek bevond zich rondom de Yusuf Dey-moskee aan drie zijden, oost, noord en west.  
De soek werd gebouwd door de dey van Tunis Yusuf Dey, die regeerde van 1610 tot 1637. In dezelfde periode bouwde hij ook de maar hem genoemde Yusuf Dey-moskee. De soek maakt onderdeel uit van een door hem gebouwd gebouwencomplex, die zowel commerciële als religieuze functies heeft. Met het verdwijnen van bepaalde functies zoals kadi's (rechters) en mudarri's (leraren), verdween ook de corporatie van handwerklieden die deze pantoffels maakten en verkochten. Zodoende is zowel het ambacht van het maken van bechmaks als de soek verloren gegaan.
Met de komst van de Turken in Tunesië werd hier ook de Turkse kledingstijl geïntroduceerd. De Bechmak (Turks: pashmak) was een nieuw soort schoen of pantoffel, die door de Turken gedragen werd. Mannen droegen voornamelijk gele bechmaks, vooral de hanafitische rechters, terwijl vrouwen ze in verschillende kleuren droegen.

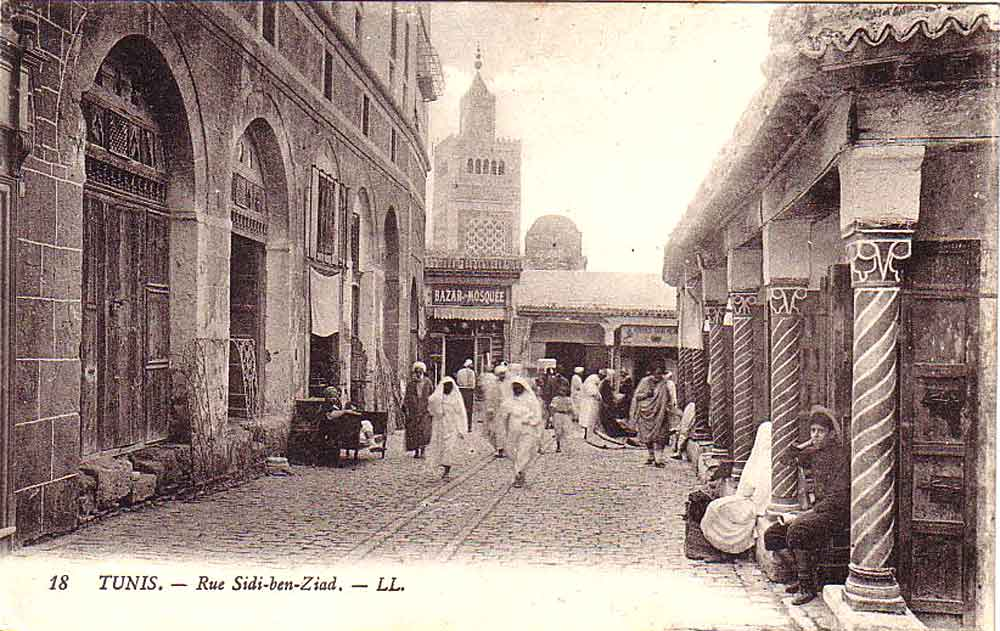
De soek rond 1920